# Why Does Nobody Remember Me in This World?
Why Does Nobody Remember Me in This World? (なぜ僕の世界を誰も覚えていないのか？?, Naze boku no sekai wo dare mo oboeteinainoka?, lett. "Perché nessuno si ricorda del mio mondo?") è una serie di light novel scritta da Kei Sazane e illustrata da Neco. I volumi sono stati pubblicati dal 25 luglio 2017 al 25 agosto 2020 dalla casa editrice Media Factory sotto l'etichetta MF Bunko J.
Un adattamento manga disegnato da Arikan viene serializzato dal 27 febbraio 2018 sulla rivista Monthly Comic Alive di Media Factory. I capitoli sono stati raccolti in 13 volumi tankōbon. Un adattamento anime prodotto da Project No.9 è stato trasmesso dal 13 luglio al 28 settembre 2024.

## Trama
Una guerra tra cinque razze per la supremazia sulla Terra viene vinta dall'umanità, guidata dall'eroe Sid. Improvvisamente, la storia viene sovrascritta in modo che Sid non sia mai esistito, e l'umanità perde e viene soggiogata da draghi e demoni. Tutto ciò è testimoniato da un ragazzo di nome Kai, che misteriosamente non viene toccato dalle alterazioni degli eventi. In questo nuovo mondo, Kai scopre di non essere mai esistito prima e che nessuno lo conosce. Dopo aver incontrato una misteriosa ragazza di nome Rinne, Kai è intenzionato a diventare lui stesso un eroe e a liberare l'umanità.

## Personaggi

### Personaggi principali

Kai e Rinne nell'anime

Kai Sakura Vento (甲斐サクラヴェント?)
Doppiato da: Shōya Chiba
Kai è il protagonista della serie. È un soldato appartenente alla Federazione di Urza e svolge il compito di sorvegliare i monoliti insieme a Saki e Ashran. In passato è caduto all'interno di uno di questi monoliti, dove ha assistito all'orribile minaccia dei demoni sigillati all'interno. Per questo motivo si è allenato costantemente, preparandosi al giorno in cui le altre razze avrebbero potuto spezzare il sigillo e liberare le creature. Kai assiste alla riscrittura della storia davanti ai suoi occhi e, in possesso della "Code Holder" (コードホルダー?, Kōdo Horudā), si impegna a recuperare la storia corretta. Nel corso della vicenda scopre i veri desideri di Sid, la vera natura e i sentimenti degli eroi delle varie razze, nonché la verità sulla reincarnazione del mondo. Alla fine, Kai raggiunge un "terzo mondo" che non è né la storia ufficiale né quella alternativa; una nuova realtà in cui la grande guerra si conclude con un pareggio tra tutte le razze, che stipulano un patto per non invadere i territori altrui. In questo nuovo mondo convivono pacificamente tutte le razze, incluse quella originaria del mondo. Kai, che ricorda sia la storia ufficiale che quella alternativa e quella nuova, parte alla ricerca di Rinne. Giunte infine alla fonte della Foresta Primordiale, dove guidato da Arsla Solaka e si riunisce con Rinne. Nonostante sia il vero eroe che ha salvato il mondo e tutte le razze, le sue imprese non sono state registrare nella storia del nuovo mondo e nessuno sembra ricordarlo (anche se gli eroi e le persone a lui legate stanno lentamente recuperando la memoria).
Rinne (リンネ?)
Doppiata da: Kana Ichinose
Rinne è una ragazza prigioniera all'interno di un monolite che non dovrebbe esistere nella storia alternativa. Possiede caratteristiche di diverse razze ed è chiamata "Tenma" (天魔? lett. "demone celeste"). In realtà è una creatura rifiutata dal mondo, appartenente alla razza detta "Specie del Mondo", ed è l'ultimo esemplare nato di questa stirpe. Nutre sentimenti affettuosi per Kai, che l'ha salvata, e condivide con lui la memoria della storia ufficiale. Nella storia alternativa, Rinne è giunta fino alla fine della Specie del Mondo, assumendo un aspetto completamente nero chiamato Rinne Nera (黒いリンネ?, Kuroi Rinne). È la vera antagonista che ha scatenato la reincarnazione del mondo, incarnando la volontà del mondo stesso (Sekai Rinne (セカイリンネ?)). Sebbene il suo aspetto differisca da quello di altri Last Riser, anche la Rinne Nera è uno di questi e rappresenta un'eroina della Specie del Mondo. Nutre odio verso tutte le razze che hanno rifiutato la Specie del Mondo. La reincarnazione del mondo è un processo voluto dalla Specie del Mondo, che crea un mondo in cui tutte le vite vengono costrette a scomparire immediatamente dopo la nascita, un mondo di autodistruzione. Dopo aver sconfitto il grande antenato Arsla Solaka e credendo che tutto fosse finito, la Rinne Nera ha sovrascritto l'intero mondo con un nuovo regno chiamato "Passaggio Primordiale di Innocenza, Non-Esistenza e Amore", un luogo privo di vita e avvolto dal silenzio, dove si svolge la battaglia finale con Kai.
Jeanne E. Anise (ジャンヌ E アニス?, Jannu E Anisu)
Doppiata da: Haruka Shiraishi
Jeanne è l'amica d'infanzia di Kai nella storia ufficiale e viveva nella casa accanto alla sua. È un'élite militare, tanto da essere destinata a un incarico nella capitale reale, ma conserva anche un lato infantile e amichevole nei confronti di Kai. Pur essendo una donna, nella storia alternativa si traveste da uomo per nascondere il proprio genere. È conosciuta come la "Cavaliere della Luce Spirituale" (霊光の騎士?, Reikō no kishi) e rappresenta la speranza dell'umanità, guidando la resistenza contro i demoni della Federazione di Urza.

### Umani
Ashuran Highroll (アシュラン・ハイロール?, Ashuran Hairōru)
Doppiato da: Seiichiro Yamashita
Ashuran è un giovane alto e collega di Kai nell'esercito della Federazione di Urza nella storia ufficiale. Nel mondo alternativo, è un membro della forza di resistenza umana.
Saki Miskotti (サキ・ミスコッティ?, Saki Misukotti)
Doppiata da: Sayumi Suzushiro
Saki è una ragazza dai capelli arancioni e collega di Kai nell'esercito della Federazione di Urza nella storia ufficiale. Anche lei, nel mondo alternativo, è un membro dei mercenari della resistenza umana.
Farin Rina Yubikitasu (花琳・リナ・ユビキタス?, Karin Rina Yubikitasu)
Doppiata da: Lynn
Farin è la guardia del corpo e assistente di Jeanne. È considerata la guerriera più forte della Federazione di Urza e vanta una forza straordinaria. Ha un rapporto di maestro e discepolo con Zefven.
Dante Guelph Alighieri (ダンテ・ゲルフ・アリギエーリ?, Dante Gerufu Arigiēri)
Doppiato da: Jun Fukushima
Dante è il leader della resistenza umana di Io. Discende dalla dinastia reale dell'ex Federazione di Io e per questo si autoproclama imperatore anziché semplice comandante. È molto orgoglioso, al punto da rifiutare la collaborazione con Jeanne, anche se quest'ultima riconosce in lui una visione acuta della situazione e ritiene che, se solo riuscisse a mettere da parte il suo orgoglio, avrebbe tutte le qualità per guidare le persone.
Zefven Vaken Hai (ツェフヴェン・ヴァッケン・ハイ?, Tsefuven Vakken Hai)
Doppiato da: Naoya Uchida
Zefven è il capo di stato maggiore della resistenza umana di Io e subordinato di Dante. Ha un rapporto di maestro e discepolo con Farin.
Balmung (バルムンク?, Barumunku)
Doppiato da: Hiroki Yasumoto
Balmung è il comandante della resistenza umana di Yuln, soprannominato "Re Leone" (獅子王?, Shishiō) per la sua forza. È un uomo imponente con capelli dorati e barba a punta che ricordano un leone. È una figura emersa grazie alle circostanze della storia alternativa, tanto che Kai nella storia ufficiale non conosceva il suo nome.
Minstraum Shuruten Bisketti (ミンストラウム・シュルテン・ビスケッティ?, Minsutoraumu Shuruten Bisuketti)
Minstraum è la comandante della resistenza umana di Shultz. È una ragazza minuta di 15 anni che ha assunto il comando dopo che suo padre, l'ex comandante, è rimasto ferito in battaglia contro la razza delle bestie magiche.
Theresia Sid Fake (テレジア・シド・フェイク?, Terejia Shido Feiku)
Theresia è una delle dee profetesse, guidata dal drago del destino Miskarshero. È una delle versioni di Sid in questo mondo, soprannominata "arma umana". Nonostante sia umana, è una ragazza miracolosa capace di usare potenti magie.
Archine Sid Collateral (アーカイン・シド・コラテラル?, Ākain Shido Korateraru)
Archine è un altro Sid di questo mondo, guidato dall'imperatore di luce Ifu. È conosciuto come il "Re Mercenario del Deserto" (荒野の傭兵王?, Kōya no yōhei-ō).
Sid il profeta (預言者シド?, Yogensha Shido)
Doppiato da: Ken'yū Horiuchi
Sid è l'eroe umano che mise fine alla grande guerra tra le cinque razze avvenuta cento anni prima. Nel tempo di Kai, la sua esistenza è messa in dubbio perché non sono rimaste tracce né della sua spada luminosa né dei suoi combattimenti. Il suo vero desiderio era far convivere tutte le razze e salvare la Specie del Mondo. Combatté con la Code Holder donatagli dalla dea Arsla Solaka, ma fu ingannato da lei e mise fine alla guerra in modo distorto, innescando così la reincarnazione del mondo.

### Demoni
Vanessa, l'imperatrice oscura (冥帝ヴァネッサ?, Meitei Vanessa)
Doppiata da: Yōko Hikasa
Vanessa è un'eroina della razza dei demoni, una succube estremamente bellicosa e padrona di potenti magie. Sebbene nelle vicende ufficiali fosse alleata di Sid, nella storia alternativa Vanessa recupera la memoria poco prima di morire e affida a Sid la Code Holder, proteggendola nel monolite.
Hinemarill (ハインマリル?, Hainmariru)
Doppiata da: Miyu Tomita
Hinemarill è una succube di livello eroico, secondo solo a Vanessa in forza tra i demoni. Dopo la morte di Vanessa, si presenta davanti a Kai e Rinne come rappresentante dei demoni e, su sua proposta, viene stipulato un trattato di non aggressione tra umani e demoni.

### Celestiali
Alfreya, il "Sovrano Celeste" (主天アルフレイヤ?, Shuten Arufureiya)
Doppiato da: Tomoaki Maeno
Alfreya è l'eroe della razza dei celestiali, Alfreya è avvolto da molteplici barriere protettive che gli conferiscono una potente benedizione. È noto come "l'Angelo Inaffondabile" (不沈の天使?, Fuchin no tenshi). Quando Kai e i suoi compagni lo incontrano, Alfeya è già stato soggiogato da Last Riser e, poco prima di morire, riacquista la lucidità per affidare a Sid un messaggio da trasmettere a Kai.
Vicious, il "Guardiano Celeste della Saggezza" (能天ヴィシャス?, Nōten Vishasu)
Doppiata da: Yukiyo Fujii
Vicious è un angelo di livello eroico e fedele guardiano di Alfreya, soprannominato "l'Angelo della Saggezza" (知恵の天使?, Chie no tenshi). Durante la battaglia al Palazzo degli Angeli, viene fermata da Farin, Ashlan e Saki, e dopo un combattimento intenso in cui li mette alla prova, si arrende. Sospetta che qualcosa non vada in Alfreya e, dopo la sua morte, assiste insieme a Raphaelo alla stipula del trattato di non aggressione tra le razze celestiali.
Raphaelo, il "Guardiano Celeste della Forza" (力天ラファエロ?, Rikiten Rafaero)
Doppiato da: Itaru Yamamoto
Raphaelo è un altro angelo eroico e guardiano fedele di Alfreya, conosciuto come "l'Angelo della Forza" (怪力の天使?, Kairiki no tenshi). Durante la battaglia al Palazzo degli Angeli, viene fermato da Rinne, contro cui combatte con tutte le sue forze prima di arrendersi. Con Vicious, percepisce l'anomalia in Alfreya e, dopo la sua morte, rappresenta la razza angelica alla forma del trattato di non aggressione.
Reiren Reiru Reicherieru (レーレーン・レイル・レーチェリエル?, Rērēn Reiru Rēcherieru)
Doppiata da: Hana Hishikawa
Reiren è la sacerdotessa degli elfi. Dopo che la grande saggia degli elfi viene catturata da Alfreya impazzito, si allea con Kai e i suoi compagni. Per indagare sugli eventi che hanno colpito Alfreya, viene incaricata di accompagnare Kai come rappresentante della razza dei celestiali.
La grande saggia (大長老?, Dai chōrō)
Doppiata da: Aya Hisakawa
La grande saggia è il capo degli elfi. Accompagna Reiren al Palazzo degli Angeli, ma viene catturata da Alfreya impazzito e quasi giustiziata pubblicamente come monito per i celestiali, prima di essere salvata da Kai, Rinne e gli altri. Successivamente, partecipa alla stipula del trattato di non aggressione tra umani e celestiali.
Qubirey (キュビレイ?, Kyubirei)
Doppiata da: Ai Kayano
Qubirey è l'assistente della grande saggia e figura di spicco tra gli elfi. Supporta Dante, il leader della ribellione umana di Io, nelle attività di raccolta informazioni.

### Spiriti
Rikugen Kyoko, il "Capo degli Spiriti" (霊元首六元鏡光?, Reigen Shurokugen Kyoko)
Doppiata da: Hisako Kanemoto
Kyoko è l'eroina della razza degli spiriti, dotata di un corpo simile a uno slime che può variare da dimensioni paragonabili a una ragazza normale fino a inghiottire un intero edificio. Nella storia canonica non si registrano sue comunicazioni in lingua umana, ma nel mondo alternativo possiede un'intelligenza tale da poter conversare con gli umani ed è nota come "la Saggia del Mondo" (世界の賢者?, Sekai no kenja). Per contrastare la razza delle bestie, si allea con la ribellione umana. Dopo aver incontrato Balmung, di cui si innamora, diventa insistentemente presente accanto a lui. Quando il mondo si rinnova, Kyoko recupera rapidamente i ricordi della storia alternativa e, durante il patto territoriale, convince Balmung a firmare un contratto che funge anche da certificato di matrimonio, unendo così i due in modo quasi subdolo.

### Bestie
Rath=IE, il "Re delle Zanne" (牙皇ラースイーエ?, Gaō Rāsu Īe)
Doppiata da: Yū Kobayashi
Rath=IE è l'eroina della razza delle bestie, una mutante manticora dotata di muscolatura ipertrofica e capacità di rigenerazione sovrumane, definita "un individuo troppo evoluto". Vanessa, poco prima di morire, la descrive come l'eroina che avrebbe causato la reincarnazione del mondo, ma la verità è diversa.

### Altri personaggi
Last Riser (切除器官?, Rasuto Raizā)
Doppiata da: Yūko Natsuyoshi, Yuka Nukui e Yuna Yoshino
Last Riser è una creatura misteriosa apparsa improvvisamente dopo il salvataggio di Rinne, che dormiva nel monolite. Ricompare più volte tentando di uccidere Kai e i suoi compagni. Possiede un potere schiacciante in grado di controllare anche gli eroi. In realtà, è la forma mutata della Specie del Mondo che, odiando il mondo, si è trasformata.
Arsla Solaka (アスラソラカ?, Asura Soraka)
Doppiata da: Ayako Kawasumi
Arsla è una donna appartenente alla specie del mondo, dea della profezia. È lei a donare a Sid la Code Holder e l'oracolo, preparando così il terreno per la reincarnazione del mondo. Pur odiando un mondo che li ha rifiutati, nel profondo Arsla desidera essere salvata.

## Media

### Light novel
La serie, scritta da Kei Sazane e illustrata da Neco, è stata pubblicata dal 25 luglio 2017 al 25 agosto 2020 da Media Factory sotto l'etichetta MF Bunko J per un totale di 9 volumi.
| Nº | Titolo italiano (traduzione letterale) Giapponese 「Kanji」 - Rōmaji | Data di prima pubblicazione             | Data di prima pubblicazione |
| Nº | Titolo italiano (traduzione letterale) Giapponese 「Kanji」 - Rōmaji | Giapponese                              |                             |
| 1  | La spada del destino 「運命の剣」 - Unmei no ken                     | 25 luglio 2017 ISBN 978-4-04-069351-4   |                             |
| 2  | Ali del paradiso caduto 「堕天の翼」 - Daten no tsubasa              | 25 ottobre 2017 ISBN 978-4-04-069509-9  |                             |
| 3  | Il sentiero degli dei 「神々の道」 - Kamigami no michi               | 24 febbraio 2018 ISBN 978-4-04-069739-0 |                             |
| 4  | La bestia del castigo divino 「神罰の獣」 - Shinbatsu no kemono      | 25 giugno 2018 ISBN 978-4-04-069955-4   |                             |
| 5  | Il cimitero d'acciaio 「鋼の墓所」 - Hagane no bosho                 | 25 ottobre 2018 ISBN 978-4-04-065239-9  |                             |
| 6  | Il sogno di Tenma 「天魔の夢」 - Tenma no yume                       | 25 febbraio 2019 ISBN 978-4-04-065530-7 |                             |
| 7  | L'apostolo del disastro 「禍の使徒」 - Wazawai no shito              | 25 agosto 2019 ISBN 978-4-04-065799-8   |                             |
| 8  | Anima eterna 「久遠の魂」 - Kudō no tamashī                          | 25 febbraio 2020 ISBN 978-4-04-064446-2 |                             |
| 9  | Il tuo mondo 「君の世界」 - Kimi no sekai                            | 25 agosto 2020 ISBN 978-4-04-064876-7   |                             |

### Manga
Un adattamento manga disegnato da Arikan viene serializzato dal 27 febbraio 2018 sulla rivista Monthly Comic Alive edita da Media Factory. I capitoli vengono raccolti in volumi tankōbon a partire dal 23 giugno 2018. Al 23 aprile 2025, i volumi totali ammontano a 13. Il manga è pubblicato digitalmente in inglese sul sito BookWalker di Kadokawa Corporation.
| 1  | 23 giugno 2018            | ISBN 978-4-04-069991-2 |
| 1  | Capitoli - Capitoli 1-5   |                        |
| 2  | 21 novembre 2018          | ISBN 978-4-04-065324-2 |
| 2  | Capitoli - Capitoli 6-10  |                        |
| 3  | 23 maggio 2019            | ISBN 978-4-04-065657-1 |
| 3  | Capitoli - Capitoli 11-15 |                        |
| 4  | 22 novembre 2019          | ISBN 978-4-04-064090-7 |
| 4  | Capitoli - Capitoli 16-20 |                        |
| 5  | 23 marzo 2020             | ISBN 978-4-04-064527-8 |
| 5  | Capitoli - Capitoli 21-24 |                        |
| 6  | 23 ottobre 2020           | ISBN 978-4-04-064889-7 |
| 6  | Capitoli - Capitoli 25-28 |                        |
| 7  | 23 aprile 2021            | ISBN 978-4-04-680406-8 |
| 7  | Capitoli - Capitoli 29-31 |                        |
| 8  | 21 ottobre 2021           | ISBN 978-4-04-680797-7 |
| 8  | Capitoli - Capitoli 32-36 |                        |
| 9  | 21 febbraio 2023          | ISBN 978-4-04-681314-5 |
| 9  | Capitoli - Capitoli 36-39 |                        |
| 10 | 22 settembre 2023         | ISBN 978-4-04-682746-3 |
| 10 | Capitoli - Capitoli 40-45 |                        |
| 11 | 23 aprile 2024            | ISBN 978-4-04-683457-7 |
| 11 | Capitoli - Capitoli 46-48 |                        |
| 12 | 21 settembre 2024         | ISBN 978-4-04-684101-8 |
| 12 | Capitoli - Capitoli 49-54 |                        |
| 13 | 23 aprile 2025            | ISBN 978-4-04-684688-4 |
| 13 | Capitoli - Capitoli 55-59 |                        |

### Anime

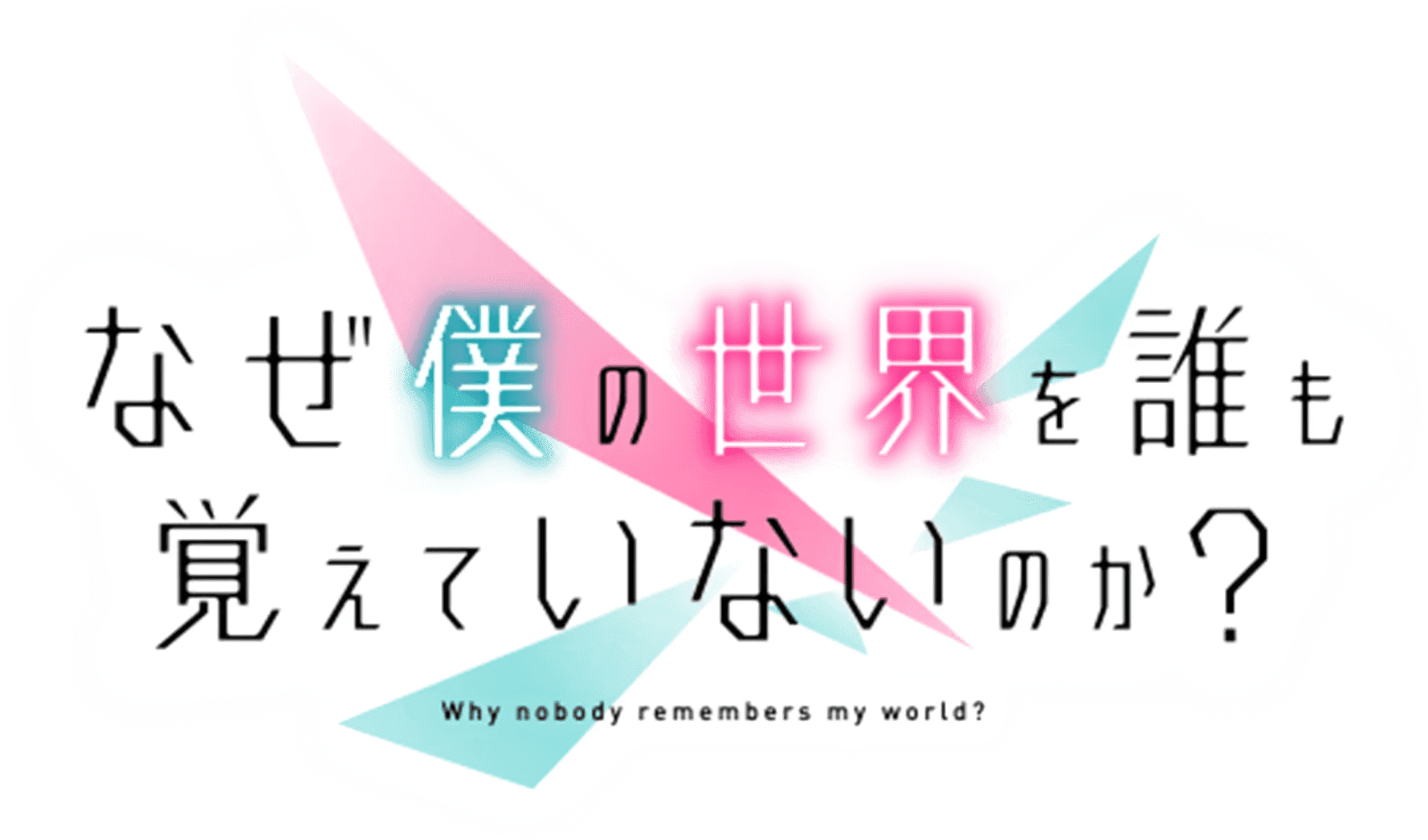
Logo della serie

Nel luglio 2023, durante l'evento MF Bunko J Summer School Festival 2023, è stato annunciato un adattamento anime, prodotto da Project No.9 e diretto da Tatsuma Minamikawa, con la sceneggiatura scritta da Satoru Sugizawa e il character design di Hiromi Kato. L'anime è stato proiettato in anteprima il 16 giugno 2024 presso il Grand Cinema Sunshine di Ikeburo (Tokyo), mentre la trasmissione regolare è avvenuta ufficialmente dal 13 luglio al 28 settembre 2024 su Tokyo MX e altre reti. La sigla d'apertura è Sekai rinne (セカイ輪廻? lett. "Reincarnazione del mondo") degli Unlucky Morpheus, mentre in chiusura si susseguono diversi brani, questi in ordine sono: Togirenaide (とぎれないで? lett. "Non fermarti") di Susu (ep. 3-4), Ai, Amnesia (アイ、アムネジア? lett. "Amore, Amnesia") degli Urbangarde (ep. 6-8) e Umbra degli Elfensjón. I diritti per la distribuzione internazionale al di fuori dell'Asia sono stati acquistati da Crunchyroll (ep. 9-12), che la pubblica in simulcast in versione sottotitolata in vari Paesi del mondo, tra cui l'Italia. Medialink ha concesso la licenza per la serie in Oriente, Sud-Est asiatico e Oceania (tranne Australia e Nuova Zelanda) per la pubblicazione in streaming sul canale YouTube di Ani-One Asia.

#### Episodi
| Nº | Titolo italiano Giapponese 「Kanji」 - Rōmaji | In onda           | In onda |
| Nº | Titolo italiano Giapponese 「Kanji」 - Rōmaji | Giapponese        |         |
| 1  | Il ragazzo dimenticato dal mondo 「世界から忘れられた少年」 - Sekai kara wasurerareta shōnen | 13 luglio 2024    |         |
| 1  | Un tempo l'eroe Sid guidava l'umanità alla vittoria contro i demoni, i celestiali (che includono angeli, elfi, nani e fate), gli spiriti e le bestie magiche (che includono i draghi). Nel presente, il soldato Kai e i suoi compagni Ashran e Saki ispezionano regolarmente un monolite che sigilla i demoni. Kai è l'unico a prendere sul serio questo lavoro perché da bambino è caduto nel regno dei demoni, anche se nessuno gli ha creduto. Dopo un allenamento alla base, Kai esce con la compagna Jeanne. Mentre parlano, la realtà si distorce improvvisamente e Kai si ritrova in una città in rovina, dove viene attaccato da due demoni. Ne uccide uno e viene salvato dall'altro da Ashran e Saki, che lo portano in un rifugio sotterraneo. È ferito e confuso quando né loro né Jeanne lo riconoscono. Non hanno mai sentito parlare di Sid e gli spiegano che l'umanità è stata sconfitta in guerra e che loro hanno formato l'ultima resistenza umana. Rendendosi conto che il monolite è ancora lì, Kai vi entra e trova la spada sacra di Sid. Viene trasportato in un'altra area e trova una ragazza in catene con ali angeliche e demoniache, che lo prega di liberarla. |                   |         |
| 2  | Rinne 「リンネ」 - Rinne | 20 luglio 2024    |         |
| 2  | La ragazza si presenta come Rinne prima di svenire. Kai usa la spada sacra, Code Holder, per spezzare le catene, ma Rinne lo attacca, accusandolo di un essere un demone inviato da Vanessa. Dopo averla sconfitta, una donna apparentemente meccanica li attacca, ma Kai usa la Code Holder per tagliare le dimensioni e riportarli al monolite. Rinne si scusa e spiega che Vanessa è l'eroe dei demoni con cui ha combattuto perché è un'emarginata da tutte le razze. Ricorda la linea temporale originale, ma non conosce l'eroe Sid. Kai porta Rinne al rifugio dopo che lei ha nascosto le sue ali, ma la ragazza crea alcuni problemi perché non ha familiarità con la tecnologia moderna e continua ad attaccare briga con il prossimo. Quella notte, i demoni irrompono nel rifugio e attaccano la città. Le armi dei difensori sono inutili, ma Kai salva Ashran e Saki e uccide i demoni con proiettili antimagici e tecniche sconosciute ai presenti con l'aiuto di Rinne. Kai e Rinne vengono portati davanti a un consiglio che non crede al loro racconto di una linea temporale alternativa, ma Jeanne si fida di Kai dopo che lui le ha rivelato di essere a conoscenza dei soprannomi di suo padre e di suo nonno e di essere una ragazza che finge di essere un uomo. I due organizzano un piano in cui le truppe di Jeanne distraggono i demoni mentre Kai e Rinne assassinano Vanessa. |                   |         |
| 3  | L'eroe dei demoni 「悪魔の英雄」 - Akuma no eiyū | 27 luglio 2024    |         |
| 3  | Ashran e Saki sono incaricati di aiutare Kai e Rinne. Le truppe assaltano il palazzo della capitale per affrontare i demoni e salvare gli schiavi umani. Oltre a Kai e Rinne, solo Falin, che spada ricavate dalle zanne di un drago, e Jeanne, che usa un mantello elfico per proteggersi e una lama angelica, possono combattere i demoni. Rinne crea dei mantelli dell'invisibilità per il suo gruppo, ma vengono comunque individuati grazie alle telecamere a infrarossi. Rinne affronta le guardie, che intuiscono che è un miscuglio di diverse razze, mentre Kai affronta Vanessa. Vanessa è una succube e, quando il suo fascino si rivela inefficace, lo interroga. Lui le racconta del suo mondo originario e lei ha una strana reazione quando il sente il nome di Sid e vede la Code Holder. Mette Kai alla corde con diversi incantesimi distruttivi. Rinne si unisce alla battaglia, ma Vanessa non la riconosce. Improvvisamente, la donna meccanica, che Vanessa chiama Last Riser, appare e attacca Vanessa, dicendo che chiunque venga a sapere di Sid deve essere eliminato. Vanessa la colpisce con rabbia e la fa ritirare. Rinne, terrorizzata, dice che Vanessa è ancora più potente della controparte che conosce. |                   |         |
| 4  | Così, il mondo venne rimembrato 「そして世界を記憶する」 - Soshite sekai o kioku suru | 3 agosto 2024     |         |
| 4  | Rinne cerca di contenere Vanessa con un campo di forza e dice a Kai di scappare, ma Vanessa lo rompe e colpisce Kai, apparentemente uccidendolo. Infuriata, Rinne mostra i poteri di tutte le razze, permettendole di ferire Vanessa, che però la deride per non aver mostrato prima questo potere per paura di essere chiamata mostro. Rinne tenta di ucciderla con un incantesimo suicida, ma esaurisce il mana a causa di Vanessa che lo prosciuga. Kai si rianima e riprende la battaglia. Ashran e Saki spengono le luci, distraendo Vanessa abbastanza a lungo da permettere a Kai di ferirla mortalmente. Mentre muore lentamente, Vanessa si ricorda improvvisamene di Sid e dice che lui si è fidato di lei per nascondere la Code Holder nel monolite, per evitare che il mondo venga riscritto. Prima di disintegrarsi, riconosce in Kai un valido avversario e promette di tornare per sedurlo. Con gli altri demoni sconfitti, gli umani riprendono la capitale. Jeanne intende unirsi ai gruppi di resistenza che combattono le altre razze. Kai e Rinne accettano di unirsi a lei. |                   |         |
| 5  | A Est del mondo 「世界の東へ」 - Sekai no azuma e | 10 agosto 2024    |         |
| 5  | Hinemarill, la sorella di Vanessa, saluta Kai e Rinne, ringraziandoli per aver ucciso Vanessa e averle permesso di prendere il suo posto. Chiede una tregua tra umani e demoni e li incoraggia a combattere le altre razze, mettendoli in guardia dall'eroe dei celestiali, l'angelo Alfreya. L'esercito si sposta dalla Federazione di Urza alla Federazione di Io, occupata dai celestiali. Durante il tragitto, vengono attaccati da un drago che Kai e Rinne respingono. Durante l'accampamento, Kai si sente a disagio quando Rinne e Jeanne condividono il suo letto. Raggiungono la resistenza di Io, ma il loro leader Dante è scortese ed egoista e accusa Jeanne di avergli rubato la gloria. Dante si arrabbia sempre di più quando Jeanne aumenta la sua popolarità perché è disposta a combattere al fianco degli uomini. La sua segretaria Qubirey lo incoraggia a condurre un'offensiva dal fronte senza informare le forze di Jeanne. Rinne in seguito esprime il sospetto che Qubirey non sia umana. Nel frattempo, Alfreya si è alleato con Last Riser e sconvolge i suoi alleati proclamando che tutte le altre razze, tranne gli angeli, non sono necessarie e saranno eliminate. |                   |         |
| 6  | La foresta elfica 「エルフの森」 - Erufu no mori | 17 agosto 2024    |         |
| 6  | Alfreya intrappola la grande saggia degli elfi in un cristallo e la sacerdotessa Reiren riesce a malapena a fuggire. Dante e le sue forze sono scomparsi, quindi il gruppo di Kai li cerca. Entrano nella foresta elfica e scoprono che Qubirey era un'elfa travestita che ha catturato e paralizzato Dante e le sue forze. Reiren racconta di come Alfreya li abbia traditi e chiede aiuto, offrendosi di andare con loro. Kai chiede a Reiren se conosce Sid, ma lei nega. Reiren si teletrasporta con il gruppo al palazzo degli angeli, dove trovano diversi angeli che bruciano vivi. L'angelo Vicious spiega che sono stati puniti per aver obbedito ad Alfreya e che la grande saggia degli elfi sarà giustiziata a breve. Falin, Ashran e Saki la trattengono e iniziano a combattere contro di lei. L'angelo Raphaelo attacca e Rinne rimane indietro per affrontarlo. Kai, Jeanne e Reiren raggiungono la grande saggia, ma Alfreya appare e afferma che tutte le altre razze sono inferiori agli angeli. |                   |         |
| 7  | L'angelo senza cuore 「心無い天使」 - Kokoronai tenshi | 24 agosto 2024    |         |
| 7  | Falin sconfigge Vicious disabilitando le sue ali. Dopo che Rinne gli ha distrutto l'elmo con un pugno, Raphaelo si arrende e le dice di fermare Alfreya perché è impazzito. Mentre combattono contro Alfreya, egli deride le armi di Jeanne anche quando lei lo ferisce al viso e sottolinea che stanno prosciugando la sua forza vitale. Reiren era innamorata di Alfreya e gli chiede perché stia facendo tutto ciò e lui risponde che lei è inferiore. Alfreya è incuriosito dalla capacità della Code Holder di bloccare i suoi attacchi, ma deride Vanessa quando Kai le fa notare che l'ha sconfitta. Reiren cerca di liberare la grande saggia dal cristallo, ma il suo pugnale sacro si infrange contro di esso. Alfreya è molto più potente del normale e invoca Last Riser, che provoca un'esplosione che fa volare via Jeanne. Rinne la prende e si sente sollevata quando Jeanne non si preoccupa di vedere le sue ali. Kai chiede ad Alfreya se è stato lui a resettare il mondo e se conosce Sid. Inizialmente l'angelo nega di conoscerlo, ma inizia a ricordare qualcosa riguardo all'eroe leggendario. Last Riser si rivolta contro di lui e lo disintegra perché ha ricordato il nome di Sid, quindi risorge e lo possiede. Il nuovo Alfreya pugnala Reiren, spingendo Kai a combatterlo.                                                                                                  |                   |         |
| 8  | Purgatorio celeste 「天界の煉獄」 - Tenkai no rengoku | 31 agosto 2024    |         |
| 8  | Mentre Alfreya e Kai continuano a combattere, Reiren e Jeanne uniscono i loro poteri per far saltare un braccio di Alfreya, permettendo a Kai di sferrare il colpo finale. Alfreya, in punto di morte, torna in sé e si scusa con tutti mentre il cristallo che contiene la grande saggia si rompe. Dice a Kai che Sid gli ha detto che "qualcosa" doveva esistere e che il mondo è stato resettato a causa dell'odio. Dopo che Rinne ha un incubo in cui lei e Sid sono inseguiti da Last Riser, lei e Kai raccontano a Jeanne quel poco che sanno delle sue origini, che accetta e acconsente a mantenere il segreto. I celestiali danno agli umani nuove armi e concordano una tregua di un anno. Ammettono che Alfreya è impazzito dopo che lo hanno visto parlare con l'eroe delle bestie, Rath=IE, e poi hanno incontrato Last Riser. La grande saggia ordina a Reiren di andare con il gruppo di Kai perché ha notato che Reiren si è innamorata di Kai, mettendola in imbarazzo e facendo ingelosire Rinne. Dante è geloso che Jeanne sia riuscita dove lui ha fallito. Nel frattempo, Rath=IE incontra l'eroe degli spiriti, Rikugen Kyoko, e discutono della morte di Vanessa e Alfeya. Rath=IE dichiara che sterminerà gli spiriti. |                   |         |
| 9  | Il centro del mondo 「世界の中心」 - Sekai no chūshin | 7 settembre 2024  |         |
| 9  | Rath=IE e Kyoko combattono finché Last Riser non aiuta Rath=IE, costringendo Kyoko a fuggire. Mentre le forze di Jeanne si dirigono verso il territorio degli spiriti, Rinne diventa sempre più gelosa di Reiren. Si fermano a una sorgente termale e Rinne e Reiren discutono su cosa Kai troverebbe attraente, ma Jeanne le ferma per discutere della Code Holder, del reset del mondo e di Last Riser. Vengono attaccati dalla bestia Behemoth, anche se sono ancora in territorio dei celestiali. Lo sconfiggono, ma Kai è ferito e Jeanne, Rinne e Reiren lo curano. Si sveglia quando lui e Jeanne sognano un edificio e una voce femminile che li chiama. Reiren li conduce all'edificio, che secondo lei è stato costruito dagli umani molto tempo fa con uno scopo sconosciuto, facendo sospettare a Kai che sia come il monolite. Quando lo raggiungono, la voce li chiama, affermando che sono al centro del mondo. |                   |         |
| 10 | Il profeta di questo mondo 「この世界の預言者」 - Kono sekai no yogen-sha | 14 settembre 2024 |         |
| 10 | Reiren non riesce a sentire la voce, quindi Kai, Jeanne e Rinne entrano mentre lei fa la guardia. Trovano una statua di donna e la voce si presenta come Arsla Solaka, la dea che era la protettrice di Sid e che gli aveva dato la Code Holder. La creazione della Code Holder ha prosciugato la sua forza e non ha potuto contrastare il reset del mondo e la cancellazione di Sid. Ha scelto Jeanne per prendere il posto di Sid come eroe dell'umanità. Pur lodando le azioni di Kai, non avrebbe dovuto esistere in questo mondo. Arsla non sa cosa sia Last Riser e non è sicura che sconfiggerla possa far tornare il mondo come prima. Una volta usciti dal monolite, i membri del gruppo non dicono a Reiren ciò che hanno trovato. Si recano nella Federazione di Yulun dove trovano un altro monolite e vengono attaccati da mostri slime, ma vengono salvati dalle forze di Yulun guidate dal vecchio amico di Falin, Balmung. I due indagano su un nuovo lago, ma quando Rinne dice che si tratta di uno spirito, l'acqua si trasforma in Kyoko, che dice che gli umani sono sulla sua strada. |                   |         |
| 11 | Dove giace il destino 「運命の眠るところ」 - Unmei no nemuru tokoro | 21 settembre 2024 |         |
| 11 | Kyoko li attacca con incantesimi di fuoco e acqua, ma si ferma quando riconosce la Code Holder e ricorda Sid. Last Riser la attacca per aver ricordato Sid, ma la scaccia. Kyoko chiede una tregua e spiega che Last Riser è un'incarnazione dell'odio e non appartiene a nessuna delle cinque razze, e Rath=IE si è alleata con lei. Il gruppo indaga sul monolite, che ha la stessa struttura del primo. Sentono la voce di Sid che si scusa per non aver protetto Rine prima di essere trasportati tutti nel luogo in cui Rinne era incatenata e trovare Alfreya trasformato in pietra. Last Riser attacca e teletrasporta Jeanne, Falin, Balmung e Reiren fuori dal monolite. Non potendo rientrare, Reiren decide di forgiare nuove armi per prepararsi. Kai, Rinne e Kyoko sono rimasti a combattere Last Riser, ma Rinne è bloccata dalla paura. Ogni volta che distruggono Last Riser, lei riappare in un nuovo corpo, così prendono Alfreya e Kai usa la Code Holder per tagliare le dimensioni e riportarli al monolite. Last Riser li segue e la distruggono di nuovo, ma lei riappare, questa volta in un corpo così potente che Reiren rimane scioccata quando lo percepisce. |                   |         |
| 12 | Coloro che infransero il ciclo infinito della reincarnazione mondiale 「無限にまわる世界輪廻を砕くもの」 - Mugen ni mawaru sekai rin'ne o kudaku mono | 28 settembre 2024 |         |
| 12 | Rinne ricorda che Sid non è riuscito a impedire a Last Riser di catturarla. Kyoko ricorre a un attacco di autodistruzione, ma Last Riser sopravvive. Tutti attaccano Last Riser e Jeanne la decapita, ma la sua testa intona un canto, poi la realtà si distorce e tutti, tranne Kai, Rinne e Last Riser, scompaiono. Last Riser si trasforma in una copia di Sid con una replica della Code Holder e combatte contro Kai dopo aver mandato Rinne attraverso un portale. Rinne viene nuovamente incatenata, ma si libera e ritorna indietro. Insieme, distruggono Last Riser, poi la realtà si distorce e Kai sviene. Quando si risveglia, Rinne gli confessa i suoi sentimenti e cerca di baciarlo, ma Jeanne e Reiren lo interrompono e le tre ragazze discutono gelosamente su chi lo merita, mentre Kai è confuso su ciò di cui stanno parlando. Kyoko è sopravvissuta, ma si è ridotta a pochi centimetri di altezza dopo aver consumato tanto mana. Gli umani e gli spiriti formano una tregua e lasciano la statua di Alfreya nel monolite fino a quando non si potrà fare qualcosa per farlo tornare normale. La statua di Arsla Solaka si sgretola lentamente mentre dice che Last Riser è ancora viva e che il calvario di Kai e Rinne non è finito. Alla fine, il gruppo di Kai parte per cercare Rath=IE.                                                                                        |                   |         |

## Accoglienza
Nel luglio 2023, la serie di light novel aveva superato le 700 000 copie in circolazione.